# Jimmi Madsen
Jimmi Madsen (* 4. Januar 1969 in Kopenhagen) ist ein ehemaliger dänischer Radrennfahrer.
Madsen war ein Spezialist für Bahnradsport. 1989 wurde er erstmals Dänischer Meister in der Mannschaftsverfolgung bei den Amateuren; insgesamt wurde er elfmal Dänischer Meister in verschiedenen Disziplinen auf Bahn und Straße. 1992, bei den Olympischen Sommerspielen 1992 in Barcelona errang er mit dem Bahnvierer die Bronzemedaille in der  Mannschaftsverfolgung; im Jahr darauf belegte er mit dem dänischen Bahnvierer bei den UCI-Bahn-Weltmeisterschaften in Hamar den zweiten Platz und 1999 bei den Bahn-WM in Berlin den dritten Platz gemeinsam mit Jakob Piil im Zweier-Mannschaftsfahren.
Als Profi (1993 bis 2004, mit Unterbrechungen) feierte er besondere Erfolge bei Sechstagerennen, Standardpartner war sein Landsmann Jens Veggerby.
2010 war Jimmi Madsen als Sportlicher Leiter des dänischen Radsport-Teams "Glud & Marstrand Horsens" tätig.